# Strange
Strange - A Black and White Mode by Anton Corbijn es una colección de videos del grupo inglés de música electrónica, Depeche Mode, publicada en 1988 en formato VHS.
Es la segunda colección de videos del grupo, consiste de los cinco primeros videos dirigidos por el fotógrafo holandés Anton Corbijn para Depeche Mode, el video del último sencillo del álbum Black Celebration de 1986, así como los tres primeros del álbum Music for the Masses de 1987.
El video del tema Pimpf se realizó exclusivamente para la colección.
La siguiente colección de videos de DM se llamó Strange Too.
Para 2023, se publicó por primera vez en formato digital de Blu-ray/DVD en combinación con Strange Too, en una presentación con material adicional.

## Contenido
| Strange |                                         |          |  |
| N.º     | Título                                  | Duración |  |
| 1.      | «A Question of Time» (vídeo, 1986)      |          |  |
| 2.      | «Strangelove» (vídeo, 1987)             |          |  |
| 3.      | «Never Let Me Down Again» (vídeo, 1987) |          |  |
| 4.      | «Behind the Wheel» (vídeo, 1987)        |          |  |
| 5.      | «Pimpf» (vídeo, 1987)                   |          |  |

## Créditos
Anton Corbijn - Dirección de los cinco videos.
Depeche Mode - David Gahan, Martin Gore, Alan Wilder y Andrew Fletcher.
Richard Bell - Producción.

## Datos
- En 1999 la colección se reeditó en Europa.
- En Japón Strange apareció hasta 1993, aunque solo allá apareció en formato digital de Laserdisc además del VHS.

Los videos están casi totalmente en blanco y negro, excepto por algunas bocinas en color rojo, lo cual es parte del diseño de producción del álbum Music for the Masses.
El vídeo respondió a una idea de Corbijn de rodar una road movie, ello lo probó primero con el último sencillo del anterior disco de DM, en el que aparecen las imágenes de un motorista con sidecar. El vídeo era algo extraño para los promocionales de la época, sin embargo, abrió camino para la creación de vídeos y una colaboración continua entre él y la banda.
Con el lanzamiento del disco en 1987, Corbijn completó su road movie, de modo que los vídeos aparecen en el orden en que se publicaron como sencillos, pero la colección ofreció continuidad entre ellos en los que se intuye una historia que, por el modo en que está integrada, emparenta con filmes mudos de principios del siglo XX, imbuidos de surrealismo.